# Bzianka (Rzeszów)
Pour les articles homonymes, voir Bzianka.
Bzianka est une localité polonaise de la gmina de Świlcza, située dans le powiat de Rzeszów en voïvodie des Basses-Carpates.